# RSV Germania Pfungstadt
Der Rasensportverein Germania Pfungstadt 03 e. V. ist ein deutscher Sportverein mit Sitz in der hessischen Stadt Pfungstadt im Landkreis Darmstadt-Dieburg. Der Verein ist unter anderem durch seine ehemalige Frauenfußballabteilung bekannt, die von 2001 bis 2016 dem Verein angehörte.

## Geschichte
Die Chronisten der lokalen Presse (Pfungstädter Zeitung) in Pfungstadt berichten bereits im Jahre 1877 von einer neuen Ballsportart. Ab diesem Zeitpunkt wurde in Pfungstadt schon Fußball gespielt. Dennoch dauert es bis 1901, bis sich in Pfungstadt ein Fußballclub gründet. Zu diesem Zeitpunkt gab es in Pfungstadt das israelitische Institut. Dieses Internat war eine „Höhere Lehranstalt“ (fremdsprachliches Gymnasium). Die Schüler (viele Schüler aus England) dieses Internates spielten in Pfungstadt Fußball und es gründete sich mit dem 1. Pfungstädter Fußballclub ein erster Fußballverein. Auf diesen folgte im Jahr 1903 die Gründung des FC Germania. Im September desselben Jahres schließen sich beide Vereine zum Fußballclub Germania Pfungstadt 03 zusammen. Bei den Farben einigt man sich auf Blau-Weiß. Im Frühjahr 1905 wurde der Verein in den Süddeutschen Fußballverband aufgenommen. Nach dem Ende des Ersten Weltkriegs erfolgt im Jahr 1919 die Umbenennung in den auch heute noch gültigen Namen Rasensportverein Germania Pfungstadt 03.
Nach der Machtergreifung der Nationalsozialisten schlossen sich 1934 die Fußballer als auch Handballer der aufgelösten FTG Pfungstadt sowie des lokalen Arbeitersportvereins der Germania an. Ab 1939 wurde der Verein dann in den Großverein Gemeinschaft für Leibesübungen Pfungstadt (GfL Pfungstadt) zusammengeführt. Die GfL trat sportlich überhaupt nicht in Erscheinung. Von der Germania traten 213 Mitglieder dem Großverein bei. Ein Teil der Mitglieder blieben dem neuen Großverein fern. Nach dem Ende des Zweiten Weltkriegs tritt dessen Nachfolge im Jahr 1946 erst einmal der TSV Pfungstadt an. Der Anschluss an die GfL war die Begründung, warum der RSV Germania sein Sportgelände verlor.
Am 10. Juni 1950 trafen ehemalige Germania-Mitglieder zu einer Aussprache im Gasthaus „Zum Adler“ ein. Danach gründete sich der RSV Germania erneut. Die Neugründung erfolgte aber ohne eine größere Anzahl von Mitgliedern, ohne Spieler und ohne Sportgelände. Sein neues Sportgelände erhielt der Verein 1951 an der noch heute gültigen Adresse in der Ostendstraße 6, auch bekannt als Sportplatz „Am grünen Steg“. Der Erbbaurechtsvertrag für das Gelände wurde dem Verein im April 1952 übergeben.

### Frauen
Die Frauenabteilung erfuhr ihre Gründung am 1. September 2001 als die komplette Abteilung des TSV Eschollbrücken zur Germania wechselte. In der Saison 2003/04 spielt die erste Mannschaft in der Oberliga Hessen und gewinnt mit 61 Punkten die Meisterschaft. Das Team steigt nicht auf, darf jedoch am DFB-Pokal der Saison 2004/05 teilnehmen. Gegen den SC 07 Bad Neuenahr, setzt es aber in der ersten Runde bereits eine 0:7-Niederlage. Im Spielbetrieb der Oberliga gelingt dann aber erst einmal nur stets ein Platz im Mittelfeld. In der mittlerweile Hessenliga heißenden Klasse wird es dann aber besser und gelingt als Zweitplatzierter der Spielzeit 2009/10 (durch Verzicht des VfR 07 Limburg), zur Saison 2010/11 der Aufstieg in die Regionalliga Süd.
Dort gelingt mit 22 Punkten jedoch nur der achte Platz und somit der eigentlich der direkte Wiederabstieg. Trotzdem darf man in der Liga verbleiben und muss erst nach der Folgesaison mit 7 Punkten als letzter die Liga endgültig verlassen. Zurück in der Hessenliga siedelte die Mannschaft sich dann wieder im Mittelfeld an. Hieraus geht es nach der Saison 2014/15 mit 18 Punkten über den vorletzten Platz auch wieder runter in die Verbandsliga. Nach einem dritten Platz in der Saison 2015/16 verließ die Abteilung ein weiteres Mal geschlossen den Verein und schloss sich dem TSV Pfungstadt an.

### Herren

#### Anfänge bis Nachkriegszeit
Die erste Herren-Mannschaft stieg im Jahr 1904 in den Spielbetrieb der C-Klasse ein, im Jahr 1909 gelingt dann der Aufstieg in die B-Klasse, sowie 1912 der in die A-Klasse. Zur Saison 1921/22 steigt die Mannschaft dann sogar in die Kreisliga Odenwald auf. Mit 8:20 Punkten landet man jedoch nur auf dem sechsten Platz und muss direkt wieder absteigen. Nach dem Zweiten Weltkrieg erreicht die Mannschaft nach Neugründung des Vereins im Jahr 1958 die Meisterschaft der B-Klasse und steigt damit in die A-Klasse auf. Im Jahr 1968 erfolgt dann wieder der Abstieg in die B-Klasse.
Freundschaftsspiele gegen renommierte Mannschaften
Der FC Schalke 04 trat in den 1970er Jahren gleich zweimal zu blau-weißen Freundschaftsspielen bei der Germania an und sorgte jeweils für einen restlos ausverkauften „Grünen Steg“. Während die Knappen am 18. Juli 1974 mit Trainer Ivica Horvat ihrer Favoritenrolle deutlich gerecht wurden (10:0), gewannen sie am 26. Mai 1977 mit Coach Friedel Rausch beim gerade erstmals in die viertklassige Landesliga aufgestiegenen Gastgeber knapp mit 2:1.
Manchester City war am 4. August 1983 zum Freundschaftsspiel in Pfungstadt. Der damalige englischen Zweitligist fuhr mit einem 4:2-Sieg zurück in sein Trainingslager nach Grünberg. Im Team waren damals die schottischen A-Nationalspieler Asa Hartford und Derek Parlane sowie einige Juniorennationalspieler. Die 700 Zuschauer sahen ein kurzweiliges Spiel. Torschützen für Pfungstadt waren Dieter Pötschke und Jürgen Weber. Es kamen zum Einsatz Udo Queke, Willibald Weiss, Dieter Rüdelstein, Gerd Crößmann, Norbert Görner, Frank Kaffenberger, Michael Gengnagel, Reinhard Bittner.
Die Uwe-Seeler-Traditionself spielte am 8. Juni 1985 in Pfungstadt. Germania Pfungstadt – Traditionself Uwe Seeler: 1:10, Zuschauer: 1000, Germania: Ralf Milius, Dieter Rüdelstein, Thomas Pfister (75. Bernd Weimann), Gerd Crößmann (48. Frank Kaffenberger), Udo Gawenat (11. Hans-Peter Mielke), Karl-Heinz Henn, Willi Mager, Michael Gengnagel, Nino Toto, Dieter Pötschke (75. Andreas Maar), Reinhard Bittner (68. Thomas Marquard)
Traditionself: Udo Böhs, Reinhold Wosab, Erwin Kremers (65. Wolfgang Fahrian), Ludwig Müller, Bernd Cullmann, Heinz Simmet, Bernd Hölzenbein, Jürgen Grabowski (63. Lothar Emmerich), Sigfried Held, Wolfgang Overath, Rainer Bonhof Tore: 1:0 Pim Bittner 9. 1:1 Hölzenbein 13. 1:2, 1:3 Overath 29., 39. 1:4, 1:5 Hölzenbein 49., 62. 1:6 Emmerich 64. 1:7 Bonhof 71. 1:8 Held 81. 1:9 Overath 85. 1:10 Hölzenbein 90.

#### Aufstieg bis in die Landesliga
Im Jahr 1974 gelang erneut die Meisterschaft in der B-Klasse und somit der Wiederaufstieg in die A-Klasse. Darauf folgte 1976 direkt die nächste Meisterschaft und damit der nächste Aufstieg in die Bezirksklasse. Dort gelang in der folgenden Saison direkt der Durchmarsch bis in die Landesliga. Hier konnte man sich ununterbrochen bis 1984 halten, musste danach aber erst einmal wieder in die Bezirksklasse absteigen. Dort gelang aber bereits 1986 wieder der Aufstieg in die Landesliga. Aus dieser folgte aber bereits 1989 bereits der nächste Abstieg. In der mittlerweile als Bezirksoberliga Darmstadt bezeichneten Klasse gelang 1995 ein weiteres Mal die Meisterschaft und somit ein weiterer Aufstieg in die Landesliga. Zwar spielte die Mannschaft zunächst gut mit, es gelang jedoch nie ein weiterer Aufstieg. Die Saison 2000/01 endete dann mit dem Abstieg zurück in die Bezirksoberliga.

#### Heutige Zeit
2004 gelang nochmals für eine Saison die Rückkehr in die Landesliga, nach einem Komplettumbruch im Verein folgte 2007 der Abstieg in die Bezirksliga. 2009 erfolgte der Aufstieg in die Gruppenliga, aus der man 2014 wieder abstieg und seither zwischen Kreisoberliga und Kreisliga B pendelt.
Erfolge seit der Wiedergründung:
- Aufstieg in die Landesliga bzw. Verbandsliga Süd: 1977, 1986, 1995, 2003
- Aufstieg in die Bezirksoberliga bzw. Gruppenliga: 1976, 2008
- Aufstieg in die Kreisoberliga: 2016
- Aufstieg in die A-Klasse: 1958, 1974, 2019
- Kreispokalsieger Darmstadt 2010 nach Erfolgen im Halbfinale gegen Regionallist SV Darmstadt 98 (1:1, 5:4 nach Elfmeterschießen) und im Endspiel gegen Rot-Weiß Darmstadt (2:0)

## Bekannte Trainer
- Willibald Weiss (1983)
- Egon Bihn (1984–1989), Aufstieg in die Landesliga (heute Verbandsliga) 1986
- Knut Hahn (März 2004–November 2004)
- Markus Ahlf (Nov. 2010 – 2012)
- Hans Hein (2005)
- Rafael Sanchez (2007)
- Bodo Mattern (2008)
- Dennis Amato (2012–2014)

## Bekannte Spieler
- Wilhelm Huxhorn (1955–2010), Spieler in den 1970er Jahren und später bei Darmstadt 98
- Thomas Franck (* 1971), 2003–2005, Bundesligaspieler bei Waldhof Mannheim und Borussia Dortmund
- Rafael Sanchez (* 1963), Spielertrainer von 2006 bis 2007 u. Darmstadt 98
- David Wagner (* 1971), Spieler von 2004 bis 2005 und Trainer von Huddersfield Town und Schalke 04
- Daniel Mingrone (* 1980), Spieler von 2004 bis 2006
- Erwin Bradasch (* 1981), Spieler in der Jugend und später u. a. bei KFC Uerdingen 05, Eintracht Trier
- Rudi Hübner (* 1986), Spieler im Jahr 2017 u. a. SV Darmstadt 98
- Stefanie Löhr (* 1982), Spielerin von 2010 bis 2011, u. a. Eintracht Frankfurt
- Anne-Kathrine Kremer (* 1987), Spielerin in der Jugend und später u. a. beim 1. FC Köln
- Jasmin Herbert (* 1991), Spielerin in der Jugend und später beim 1. FFC Frankfurt
- Emily Kraft (* 2002), Spielerin in der Jugend, irische Nationalspielerin u. a. FFC Frankfurt und Eintracht Frankfurt

## Handball
Der Feldhandball-Abteilung der Männer gelang zur Spielzeit 1936/37 der Aufstieg in die erstklassige Handball-Gauliga Südwest.